# Robert Moresco
Robert Moresco est un scénariste, producteur, acteur et réalisateur américain.

## Filmographie

### Comme scénariste
- 2004 : Million Dollar Baby
- 2001 : One Eyed King
- 2004 : Collision (Crash) de Paul Haggis
- 2006 : 10th and Wolf
- 2015 : 100 code
- 2018 : Agents doubles (Bent)
- 2022 : Lamborghini : L'Homme derrière la légende (Lamborghini: The Man Behind the Legend)
- 2025 : Maserati: The Brothers

### Comme producteur
- 1996 : EZ Streets (EZ Streets) (série télévisée)
- 2000 : Falcone (Falcone) (série télévisée)
- 2004 : Collision (Crash)
- 2015 : 100 code

### Comme acteur
- 1979 : Qui a tué le président ? : Intern
- 1985 : Turk 182! : Reporter
- 1991 : Men of Respect : Benny

### Comme réalisateur
- 2006 : 10th and Wolf
- 2009 : The Kings of Appletown
- 2015 : 100 code
- 2018 : Agents doubles (Bent)
- 2022 : Lamborghini (Lamborghini: The Man Behind the Legend)